# Анап (митологија)
Анап (грч. Αναπος) је личност из грчке митологије.

## Митологија
Анап је био бог истоимене реке у источној Сикелији на Сицилији. Његови родитељи су можда били Океан и Тетија, а потомство нимфе Ортигије. Према неким изворима, Кијана му је била кћерка, а према другима, супруга. Анапа су помињали Елијан, Овидије у „Метаморфозама“ и Нон у „Дионисијаки“.

## Биологија
Латинско име ове личности (Anapus) је назив за род стеница.